# Basílica Menor Imaculada Conceição
A Basílica Menor Imaculada Conceição é um templo católico localizado no centro da cidade de Cruzeiro, no estado de São Paulo, Brasil. Inaugurada em 1935, destaca-se por sua imponente estrutura em estilo eclético, com influências barrocas e neoclássicas. Com capacidade para centenas de fiéis, foi elevada à dignidade de Basílica Menor pelo Papa Francisco, sendo a primeira da Diocese de Lorena a receber tal título.

## História
A construção da igreja matriz de Cruzeiro teve início na década de 1930, com o objetivo de atender ao crescimento populacional e religioso da região. Sua inauguração oficial ocorreu em 1935, tornando-se um marco arquitetônico e espiritual na cidade.
Já a Diocese de Lorena foi instituída em 31 de julho de 1937 pelo Papa Pio XI, por meio da bula “Ad Christianae plebis regimen” (Para o governo do povo cristão). Com esse documento, o Papa separou uma parte do território da Diocese de Taubaté para criar uma nova Diocese, com o objetivo de facilitar e tornar mais eficaz a orientação pastoral do povo. A Igreja da Imaculada Conceição já existia antes da criação da Diocese.
Ao longo dos anos, a fachada da igreja passou por diversas modificações estéticas. Originalmente sem pintura, recebeu tons de amarelo, azul e bege em diferentes períodos, retornando à coloração azul-claro com detalhes brancos em 2024, em preparação para a elevação ao título de basílica.

## Elevação a Basílica Menor
Em 5 de julho de 2025, a igreja foi solenemente elevada à condição de Basílica Menor, em cerimônia presidida por Dom Joaquim Wladimir Lopes Dias, bispo da Diocese de Lorena, com a participação de Dom Benedito Beni dos Santos e clero da região.
As Basílicas Menores são dotadas de uma especial importância para a vida pastoral e litúrgica, de acordo com o decreto “Domus Ecclesiae”, da Congregação para o Culto divino e a Disciplina dos Sacramentos (atual Dicastério), e são exemplos “fiéis na observância das normas litúrgicas com a ativa participação do povo de Deus.”
A programação preparatória contou com momentos litúrgicos especiais entre 30 de junho e 5 de julho, incluindo a apresentação e entronização dos símbolos papais característicos das basílicas menores: umbela, virga rubra e tintinábulo. Esses elementos representam a comunhão direta com a Santa Sé e conferem status especial ao templo dentro da Igreja.

## Arquitetura
O templo possui uma imponente fachada com duas torres, vitrais coloridos e elementos decorativos que misturam estilos barrocos e neoclássicos. Seu interior é adornado com altares laterais, imagens sacras e detalhes em madeira entalhada. Destaca-se também pelo altar-mor dedicado à Imaculada Conceição, padroeira da cidade e titular da igreja.

## Vida Pastoral
A basílica é um dos templos religiosos mais ativos do Vale do Paraíba, promovendo celebrações diárias, festas religiosas, encontros de jovens, catequese e atividades pastorais diversas. Sua principal festa ocorre no dia 8 de dezembro, data da Solenidade da Imaculada Conceição, com grande participação popular.

## Importância cultural e religiosa
Considerada um dos maiores templos católicos da região, a Basílica Imaculada Conceição é um marco espiritual e turístico de Cruzeiro. A designação como Basílica Menor fortalece seu papel como centro de referência para os fiéis e peregrinos do Vale do Paraíba.